# ASEAG

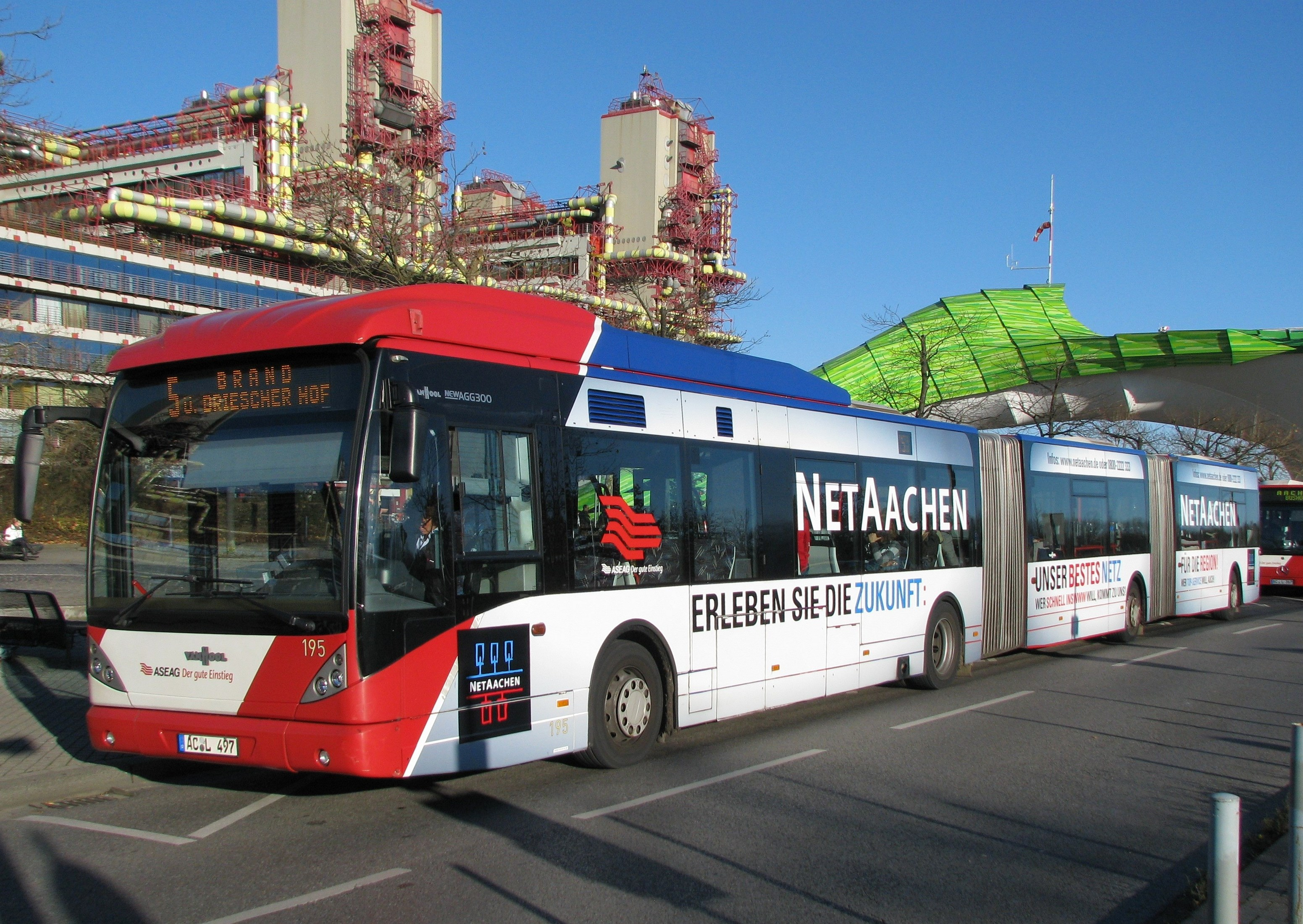
Un autobus articulé (Van Hool AGG300) ASEAG devant l'hôpital universitaire

ASEAG (Aachener Straßenbahn und Energieversorgungs AG) est l'entreprise de transport public de la région d'Aix-la-Chapelle en Allemagne.
ASEAG exploite également à partir d'Aix-la-Chapelle plusieurs lignes de bus transfrontalières, avec les villes néerlandaises de Heerlen, Vaals et Kerkrade; et belges La Calamine et Eupen.